# Хорезмский округ
Хоре́змский о́круг — один из десяти округов Узбекской ССР — союзной республики в составе СССР. Узбекская ССР делилась на округа в 1926—1930 годах. Хорезмский округ существовал также в 1932—1938 годах. Административным центром и крупнейшим городом округа являлась Хива.
В 1925 году, вскоре после образования Узбекской ССР, в республике было введено областное деление. Области делились на уезды, а те, в свою очередь на волости. Но спустя меньше года, в 1926 году, областное деление было упразднено, и введено деление республики на округа, а те в свою очередь делились на районы. В 1930 году в Узбекской ССР произошла очередная административно-территориальная реформа, округа были упразднены, а входившие в них районы переданы в прямое подчинение республике. Таким образом, республика была разделена на 71 район, которые делились на 1494 сельсовета. Также в республике имелись 9 городов республиканского подчинения, которым подчинялось ещё 204 сельсовета.
Вторично Хорезмский округ был образован 23 апреля 1932 года. Центром округа стал город Новоургенч (ныне Ургенч). В состав округа вошли следующие районы: Гурленский, Мангытский, Новоургенчский, Хазараспский, Ханкинский, Хивинский, Шаватский и Янгиарыкский. Районы делились на 144 сельсовета. В 1938 году округ был упразднён.
Хорезмский округ с севера и востока граничил с Кара-Калпакской АО Казахской АССР в составе РСФСР, с юга и запада с Туркменской ССР. Хорезмский округ являлся эксклавом Узбекской ССР, и в то время — единственным эксклавом этой республики. Занимал центральную часть плодородного Хорезмского оазиса, через округ протекала река Амударья.
Хорезмский округ состоял из 10 районов: Багатский, Гурленский, Газаватский, Новоургенчский, Мангытский, Хазараспский, Ханшский, Хивинский, Шахабадский и Янгиарыкский.